# Abhaščina
Abháščina (Аҧсуа бызшәа, Absua byzšəa) je uradni jezik v Abhaziji.